# Bajt Lahija
Bajt Lahija (arab. ‏بيت لاهيا‎) – miasto w Palestynie, w północnej części Strefy Gazy. Według danych PCBS na 2016 rok liczyło 89 949 mieszkańców.

## Demografia
Według danych PCBS:

## Historia
Prawdopodobnie starożytna Bethelia (gr. Βηθελία), miasto wzmiankowane w V wieku przez Sozomenosa.

### Konflikt izraelsko-palestyński
Pod koniec II intifady, w październiku 2004 roku wojska izraelskie przeprowadziły m.in. w Bajt Lahija operację „Dni pokuty”. Do Bajt Lahija i sąsiedniego Bajt Hanun wjechało 200 izraelskich wozów bojowych. Izraelici wycofali się po 16 dniach wobec oporu stawianego przez palestyńskich bojowników.
9 czerwca 2006 roku wojska izraelskie dokonały w Bajt Lahija masakry ludności cywilnej – według różnych źródeł, od 11 do 15 osób zginęło, a od 40 do 50 zostało rannych od ostrzału plaży przez izraelski Korpus Morski. Według agencji EFE siedmioro zabitych Palestyńczyków należało do tej samej rodziny; wśród nich była matka z 18-miesięcznym dzieckiem. Unia Europejska potępiła atak na ludność cywilną, zaś Stany Zjednoczone wstrzymały się od jednoznacznego potępienia ostrzału, podkreślając, że Izrael ma „prawo do obrony” (cytując za rzecznikiem Departamentu Stanu USA Sean McCormack). Po tym ataku Hamas zerwał szesnastomiesięczny rozejm z Izraelem, zapowiadając ataki odwetowe.
W trakcie operacji „Płynny Ołów”, 17 stycznia 2009 sześć osób zginęło w zbombardowanej przez Izrael szkole UNRWA w Bajt Lahija.
Także podczas trwającej od października 2023 roku wojny w Strefie Gazy miasto było wielokrotnie bombardowane przez siły Izraela. 29 października 2024 Siły Obronne Izraela przeprowadziły nalot na pięciopiętrowy blok mieszkalny w Bajt Lahija, w którym zginęły 55–93.